# Lakhisarai
Lakhisarai é uma cidade e um município no distrito de Lakhisarai, no estado indiano de Bihar.

## Demografia
Segundo o censo de 2001, Lakhisarai tinha uma população de 77.840 habitantes. Os indivíduos do sexo masculino constituem 53% da população e os do sexo feminino 47%. Lakhisarai tem uma taxa de literacia de 50%, inferior à média nacional de 59,5%: a literacia no sexo masculino é de 59% e no sexo feminino é de 39%. Em Lakhisarai, 18% da população está abaixo dos 6 anos de idade.